# Mikaël Brageot

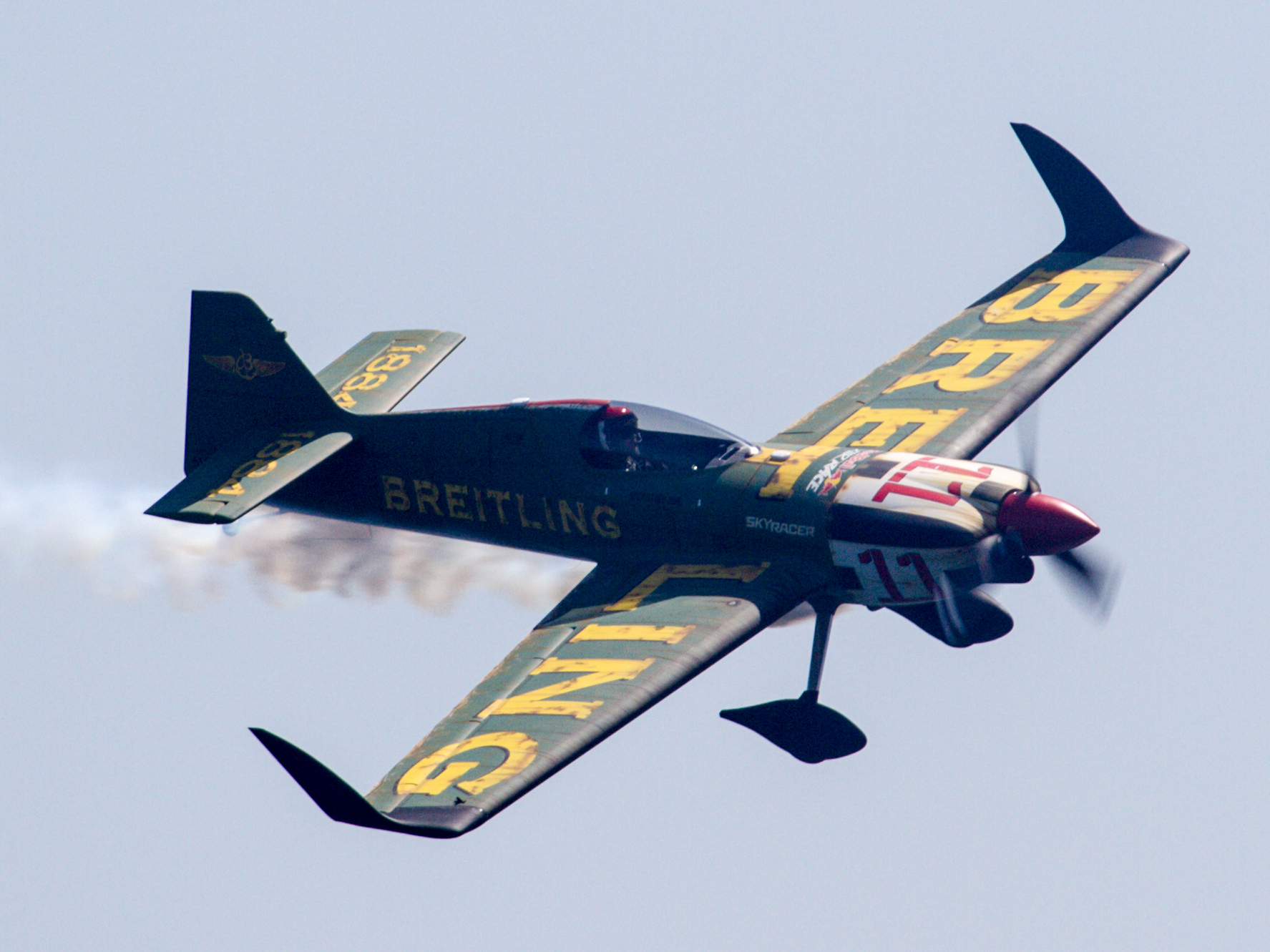
2017 Red Bull Air Race of Chiba - N540XS

Mikaël Brageot (Villeneuve-sur-Lot, 31 juli 1987) is een Frans piloot en kunstvlieger. Sinds 2014 neemt hij deel aan de Red Bull Air Race World Series.

## Carrière
Brageot nam zijn eerste vliegles op elfjarige leeftijd en was tien jaar later de jongste piloot ooit die werd opgenomen in het Franse kunstvliegteam. Sindsdien heeft hij bronzen, zilveren en gouden medailles gewonnen in zowel team- als individuele onderdelen tijdens wereld- en Europese kampioenschappen. Daarnaast is hij kunstvlieginstructeur.
In 2014 maakte Brageot zijn debuut in de Challenger Class van de Red Bull Air Race World Series. Op de Texas Motor Speedway won hij zijn eerste race in deze klasse en in de daaropvolgende race in Las Vegas stond hij ook op het podium. Hij eindigde de speciale race om het kampioenschap op de Red Bull Ring op de derde plaats achter Petr Kopfstein en Halim Othman.
In 2015 behaalde hij vijf podiumplaatsen in alle races waarin hij deelnam, inclusief twee overwinningen in de laatste races op de Red Bull Ring en de Texas Motor Speedway. In de race om het kampioenschap in Las Vegas werd hij met slechts 35 duizendsten van een seconde voorsprong op Peter Podlunšek de tweede kampioen in de Challenger Class.
In 2016 nam Brageot niet deel aan het kampioenschap, maar onderging hij in plaats hiervan een speciaal programma, genaamd het Master Mentoring Program. Hierin werd hij ondersteund door voormalig wereldkampioen Nigel Lamb en trainde hij met diens vliegtuig. Toen Lamb aan het eind van 2016 met pensioen ging, mocht Brageot, die zijn superlicentie inmiddels binnenhad, in 2017 zijn plaats innemen in de hoofdklasse van het kampioenschap. In zijn eerste race in Abu Dhabi behaalde hij direct zijn eerste punten met een negende plaats.